# George Murray
George Murray (ur. 6 lutego 1772 w Perth, zm. 28 lipca 1846 w Londynie) – brytyjski wojskowy i polityk, związany ze stronnictwem torysów i Partią Konserwatywną, minister w rządach księcia Wellingtona i Roberta Peela.

## Życiorys
Był młodszym synem sir Williama Murraya, 5. baroneta. Wykształcenie odebrał w Royal High School w Edynburgu oraz na Uniwersytecie Edynburskim. W 1789 r. uzyskał przydział do 71 pułku piechoty. Szybko przeniesiono go do 34 pułku, a następnie do 3 pułku gwardii. W 1794 r. otrzymał rangę kapitana. W latach 1794–1795 brał udział w kampanii we Flandrii. Następnie służył w Indiach Zachodnich, Anglii i Irlandii. W 1799 r. został awansowany do stopnia podpułkownika i został przydzielony do Departamentu Kwatermistrza Generalnego. W latach 1808–1811 był kwatermistrzem generalnym armii Wellingtona w Hiszpanii i Portugalii. W 1809 r. otrzymał stopień pułkownika.
Po krótkim okresie, gdy był kwatermistrzem generalnym w Irlandii, Murray powrócił na hiszpański teatr działań wojennych. W 1813 r. otrzymał Krzyż Komandorski Orderu Łaźni i stopień generała-majora. Od grudnia 1814 do maja 1815 r. przebywał w Kanadzie, gdzie w 1815 r. był tymczasowym gubernatorem Górnej Kanady. Po ucieczce Napoleona z Elby natychmiast wyruszył do Europy, ale nie zdążył wziąć udziału w bitwie pod Waterloo.
Murray pozostał we Francji do 1816 r. jako szef sztabu brytyjskich sił okupacyjnych. W 1819 r. został gubernatorem Royal Military College. W 1824 r. został członkiem Towarzystwa Królewskiego. W 1825 r. poślubił lady Louisę Erskine. W latach 1824–1832 i 1834–1835 reprezentował w Izbie Gmin okręg wyborczy Perthshire. W latach 1824–1825 był zastępcą generała artylerii. Następnie został głównodowodzącym wojsk brytyjskich Irlandii w stopniu generała-porucznika. W 1828 r. został członkiem gabinetu jako minister wojny i kolonii. W tym czasie utworzono kolonię Australia Zachodnia. W latach 1834–1835 i 1841–1846 był generałem artylerii.
W 1837 r. bez powodzenia startował w wyborach parlamentarnych w okręgu Westminster, ale bez powodzenia. Niepowodzeniem zakończyły się też dwa starty w okręgu Manchester – w 1839 i 1841 r. Murray był w latach 1833–1835 prezesem Królewskiego Towarzystwa Geograficznego. Był także gubernatorem Zamku Edynburskiego. W 1841 r. został pełnym generałem.
Murray zmarł w 1846 r. Jego osobiste dokumenty zostały w 1913 r. przekazane przez jego kuzynkę Narodowej Bibliotece Szkocji. Murray został pochowany na Kensal Green Cemetery w Londynie.
Jego nazwiskiem nazwano w Australii rzekę i górę oraz w Hongkongu budynek Murray House.